# ماتادور (فیلم ۱۹۸۶)
ماتادور (انگلیسی: Matador) یک فیلم سینمایی اسپانیایی در ژانر کمدی سیاه ، درام و دلهره‌آور به کارگردانی پدرو آلمودوار است که در سال ۱۹۸۶ اکران سینمایی شد.

## بازیگران
- آسومپتا سرنا
- آنتونیو باندراس
- ناچو مارتینز
- چوس لامپره‌آبه
- کارمن مائورا
- ورونیکا فورکه
- پدرو آلمودوار
- بیبیانا فرناندس
- ائوسبیو پونسلا